# Mario-Philippe Losembe
 (octobre 2014).
Batwanyele Losembe, né Mario Cardoso le 29 septembre 1933 à Stanleyville (actuelle Kisangani) dans la Province orientale de la République démocratique du Congo), est un homme politique congolais.

## Biographie
Marié et père de huit enfants, Batwanyele Losembe, fait ses études primaires au Collège Saint Pierre et Sainte Anne, chez les missionnaires de Scheut, à Kinshasa, et ses études à l’Université catholique de Louvain, en Belgique, ainsi qu’à l’Institut de Psychologie Appliquée et Pédagogie où il obtient une licence en Sciences Pédagogiques. Assistant-professeur à l’Université Lovanium à Kinshasa en 1959, il est chef de délégation à la Table Ronde Economique de Bruxelles (MNC-Lumumba) et plus tard, stagiaire au Bureau d’Assistance Technique aux Nations-Unies à New York.
Mario-Philippe Losembe occupe le siège du Congo à l’ONU lors de la 15e session ordinaire de l’Assemblée Générale des Nations-Unies. En effet, après la promulgation de l’indépendance le 30 juin 1960, le Congo a été admis aux Nations-Unies mais sans qu’aucune délégation ne puisse y siéger. Car deux délégations congolaises se disputaient le siège : celle conduite par le Président de la République Joseph Kasa-Vubu et celle, nommée par le Premier Ministre Lumumba, conduite par Thomas Kanza. Le rapport de la commission de vérification des pouvoirs, composée de sept membres, jette son dévolu sur la délégation du chef de l’État par quatre voix sur sept. Et l’Assemblée Générale de l’ONU, par vote majoritaire (54 voix pour, 25 contre et 18 abstentions) entérine le rapport de la commission le 22 novembre 1960.
Le 24 octobre 2009, lors de la journée nationale des Nations-Unies célébrée à Kinshasa, il rend hommage au Secrétaire Général honoraire Dag Hammarskjöld et à l’ensemble des Nations-Unies sans lesquelles le Congo n’aurait jamais surmonté la sécession katangaise ni la dissidence de la République Populaire du Congo dont le gouvernement siégeait à Stanleyville aujourd’hui Kisangani. S’agissant de la sécession katangaise, il rend aussi hommage au Président John F. Kennedy qui, bravant les opinions de ses alliés traditionnels, a soutenu l’action des Gourkas (casques bleus) contre la gendarmerie katangaise.
Déjà lors de la Conférence Nationale Souveraine, du haut de la tribune, le ministre Losembe déclare : « Ce n’est donc pas l’armée nationale congolaise qui a vaincu ces sécessions mais bien les hauts stratèges de la diplomatie congolaise à la tête de  laquelle s’est longtemps trouvé monsieur Justin-Marie Bomboko. En effet, c’est notre délégation à l’ONU qui a obtenu que réussisse le conclave de Lovanium d'où est sorti le gouvernement Adoula qui a mis fin  au gouvernement Iléo. C’est également notre délégation qui a voté les résolutions demandant au Secrétaire Général de faire mener des enquêtes sur la mort de Lumumba, le massacre des parlementaires MNC à Stanleyville, sur le génocide du peuple Muluba etc. C’est encore à cette même délégation que notre pays a échappé la partition de notre territoire comme cela a été le cas pour la Corée du Nord et du Sud, du Vietnam du Nord et du Sud, de la Chine Communiste et nationaliste, etc. ». 
En septembre 1960, lors de la neutralisation des deux têtes de l’exécutif congolais par le colonel Mobutu, Mario-Philippe Losembe devient Commissaire Général à l’Éducation. Après quelques mois, il s’engage dans une brillante carrière diplomatique. De décembre 1960 à avril 1962, il est le premier représentant permanent du Congo aux Nations-Unies. Après un passage à la centrale comme Directeur de la Coopération Internationale, de mars 1966 à septembre 1968, il est ambassadeur au Royaume-Uni. En 1969, il devient Ministre de l’Éducation. En 1970, il prend les commandes de la diplomatie congolaise comme Ministre des Affaires Étrangères. Il est également député de la ville de Kisangani. En 1972, il est démis de ses fonctions et prend la route de l’exil en Suisse, à Genève. Il rentre au pays en 1974 et devient opérateur économique. Entre 1982 et 1988 il siège au Conseil d’Administration de l’OKIMO à Kilo-Moto. 
En 1990, à la faveur de l’ouverture démocratique, il devient Vice-Président du PDSC, chargé de la Province Orientale. Il participe activement à la Conférence Nationale Souveraine. De 2003 à 2006, en qualité de Pionnier de l’Indépendance, il siège au sein du Parlement de Transition. Il accompagne la création de l’ARC. En janvier 2007, il est élu Sénateur de la Province Orientale pour le district de la Tshopo. Il siège au sein du groupe ARC au Sénat. Le 11 mai 2007, il est élu deuxième Vice-Président du Sénat. En novembre 2008, il devient membre du Comité Exécutif du Forum Parlementaire de la SADC.